# تکیه میررود پشت
تکیه میررود پشت مربوط به دوره قاجار است و در شهرستان بابل، بخش مرکزی، دهستان گنج افروز، روستای میر رودپشت واقع شده و این اثر در تاریخ ۲۶ اسفند ۱۳۸۶ با شمارهٔ ثبت ۲۲۰۳۸ به‌عنوان یکی از آثار ملی ایران به ثبت رسیده است.